# أتينولول/كلورتاليدون
أتينولول/كلورتاليدون، المعروف أيضًا باسم كو تينيدون، هو دواء مركب يستخدم لعلاج ارتفاع ضغط الدم. يتكون من أتينولول (حاصرات المستقبل بيتا) ووكلورتاليدون، مدر للبول. لا ينصح به كعلاج أولي ولكن يمكن استخدامه عند الأشخاص الذين يتناولون الأتينولول والكلورتاليدون بشكل فردي. يؤخذ هذا الدواء عن طريق الفم.
تشمل الآثار الجانبية الشائعة اضطرابات الجهاز الهضمي والنقرس. قد تشمل الآثار الجانبية الخطيرة أمراض الكبد والتهاب البنكرياس والذهان. لا ينصح باستخدامه أثناء الحمل. استخدامه أثناء الرضاعة الطبيعية قد يضر بالطفل. يعمل أتينولول عن طريق منع مستقبلات بيتا-1 الأدرينالية في القلب، مما يؤدي إلى تقليل معدل ضربات القلب وعبء العمل. يعمل الكلورتاليدون عن طريق زيادة كمية الصوديوم التي تفقدها الكلي.
تمت الموافقة على التركيبة للاستخدام الطبي في الولايات المتحدة في عام 1984. وهو متاح كدواء عام. العرض الشهري في المملكة المتحدة يكلّف هيئة الخدمات الصحية الوطنية أقل من 2 جنيه إسترليني اعتبارًا من عام 2019. في الولايات المتحدة تبلغ تكلفة الجملة لهذا المبلغ حوالي 12.30 دولارًا أمريكيًا. في عام 2016 كان الدواء بترتيب 262 ضمن الأدوية الأكثر وصفًا في الولايات المتحدة مع أكثر من مليون وصفة طبية.